# ウィン・マカオ
ウィン・マカオ（Wynn Macau、永利澳門）は、中華人民共和国のマカオ特別行政区にあるウィン・リゾート社(米）が経営する統合型リゾート（IR）である。2006年9月オープン。

## 概要

### カジノ独占経営権の開放
2002年にマカオ政府が、これまでカジノ王であるスタンレー・ホー経営の「Sociedade de Turismo e Diversões de Macau,S.A.（STDM/澳門旅遊娛樂股份有限公司）」が独占してきたギャンブルを含むマカオのカジノ経営権の国際入札を実施し、その結果、アメリカの「ウィン・リゾーツ（永利渡暇村）」社を含む複数社の外国資本にも20年間のライセンスを開放した。

### カジノライセンスの再付与
2022年末をもって20年間の既存のカジノライセンスが失効することにより、新規のマレーシア資本を含むカジノ事業者に対して入札を実施していたが、 マカオ政府は2022年11月26日、”WynnMacau”を含む既存のカジノ事業者６社に2023年年１月からの新たな営業ライセンスを付与すると発表した。もし既存の事業者が敗れた場合、今年末にカジノエリアを政府に無償で返還しなければならなくなり、カジノ以外の運営も成り立たなくなることが予想されていた。

### ウィン・ラスベガスのマカオ版
これを受け、「ウィン・リゾーツ」社の社主で「ラスベガスを変えた男」と呼ばれるスティーブ・ウィンがプロデュースし、アメリカ合衆国のラスベガスにあるウィン・ラスベガスのマカオ版として2006年9月にオープンしたマカオ最新の豪華カジノホテル。
本カジノは、変に現地化にこだわらず、本国の米国から経験あるスタッフを呼び寄せ、厳格に品質管理がなされている。1例として空調メンテナンス（清掃）などの設備技師に至るまで、米国から派遣されたスタッフを見る事があり、徹底的に本番の品質を追求する姿勢が見受けられる。
マカオの中心部のAVENIDA DA AMIZADE（友誼大馬路）に位置し、600室を持つホテル内に、マカオでも最大級の面積を持つカジノや中華料理やイタリアン料理、日本料理などの4つのレストラン、スパなどの施設を持つ。なお、これらの施設は今後拡充される予定であると発表されている。
2021年9月マカオのコロナウィルス蔓延による影響から一時閉鎖していたが、2023年1月時点では部分的な営業再開が実施されている。